# Braun Strowman
Adam Scherr (Sherrills Ford, Carolina de Nord, 6 septembrie, 1983) este un luptător profesionist și atlet de forță american. A lucrat pentru WWE, în marca Raw, sub numele de Braun Strowman, unde a fost aliat in 2015 cu gruparea Familia Wyatt.

## Cariera de wrestler profesionist

### 2015-2016
În episodul din 24 august 2015 la Raw, Scherr a făcut debutul pe campusul principal sub numele de Braun Strowman, atacandul pe  Roman Reigns si Dean Ambrose, s-a stabilit ca noul membru din Familia Wyatt alături de Bray Wyatt și Luke Harper. Strowman a făcut debutul în ring la episodul din 31 August la Raw , învingându-l pe Ambrose prin descalificare. Pe 7 septembrie, la Raw alaturi de Familia Wyatt l-au atacat pe Randy Orton și pe 10 septembrie la SmackDown pe Jey Uso. Pe 20 septembrie, la WWE Night of Champions Familia Wyatt i-a învins pe Reigns, Ambrose și Chris Jericho , după ce Strowman l-a lăsat inconștient pe Jericho. În ziua următoare, la Raw, Familia Wyatt a fost atacata de către Reigns, Ambrose & Orton.
La Royal Rumble 2016, a participat la Royal Rumble Match pentru Campionatul Mondial de la categoria Grea WWE a lui Roman Reigns dar el a fost eliminat de Brock Lesnar. După aceasta, Familia Wyatt, au început o rivalitate cu Ryback, Big Show și Kane. La Fastlane, au fost învinși de Ryback, Big Show și Kane. Pe 22 februarie la Raw, Familia Wyatt i-a pe învins Ryback, Big Show și Kane. La WrestleMania 32, Familia Wyatt a avut o confruntare cu The Rock, care a avut o apariție specială. După aceasta, au programat o luptă între Rock și Erick Rowan în acea clipă, o luptă care a pierdut Rowan în doar șase secunde, marcând recordul de lupta ce-a mai scurta de la WrestleMania. După meci, Familia Wyatt a încercat să-l atace pe Rock, dar John Cena a făcut întoarcerea pentru o noapte pentru a-l ajuta pe Rock. 
După întoarcerea lui Bray Wyatt, Strowman sa unit rivalitati cu New Day. La Battleground, Familia Wyatt s-a confruntat pentru ultima dată într-un Six-man Tag team Match împotriva la New Day în care au câștigat într-o luptă fara titlul in joc și care a fost ultima lupta a Familiei Wyatt ca trio.
Pe 19 iulie la SmackDown, Strowman a fost trimis la Raw , ca parte a Draftului. pe de altă parte, alți membri din Familia Wyatt au fost trimisi la brandul SmackDown, despartinduse de Familia Wyatt.
Strowman a debutat la Raw facand apariti ca un monster heel, învingându-i în următoarele săptămâni de luptatori locale și Jobberi în lupta de Squash. Pe 5 septembrie, la Raw, Strowman l-a învins pe Sin Cara dupa o număratoare pana la 10. După aceasta, ea a continuat să lupte împotriva luptătorilor locale. Pe 17 octombrie, la Raw, i-a învins pe trei luptători locali într-un 3-1 Handicap Meci. După meci, s-a confruntat cu Sami Zayn. Pe 24 octombrie la Raw, a luptat împotriva lui Zayn, dar din cauza unui atac înainte de luptă, lupta nu s-a putut concreta. Pe 31 octombrie, la Raw, a participat la un Battle Royal în care câștigătorul facea parte din Echipa Raw la Survivor Series, fiind Strowman câștigător după ce l-a eliminat pe Zayn. La Roadblock Strowman a fost învins de Zayn într-un meci cu un termen de 10 minute.

### 2017
În primul Raw al anului l-a învins pe Sami Zayn într-un Last Man Standing match. La Royal Rumble a intrat cu numărul 6 eliminând 8 oameni, dar a fost eliminat de Baron Corbin. În același eveniment l-a atacat pe Roman Reigns în meciul său cu Kevin Owens pentru campionatul universal, oferindu-i astfel victoria lui Owens începând o rivalitate cu Reigns. Pe 30 ianuarie la Raw a luptat cu Owens pentru Campionatul Universal dar Reigns a intervenit atacându-l. Pe 13 februarie la Raw l-a învins pe Mark Henry iar pe 20 februarie pe Big Show. La Fastlane a fost învins de Roman Reigns fiind aceasta prima înfrângere a lui Strowman prin pinfall. Pe 6 martie la Raw, a apărut pentru a-l provoca pe Reigns la un meci de revanșă dar a fost întrerupt de Undertaker. Pe 13 martie la Raw, l-a atacat pe Reigns când acesta ieșea pe rampă. La WrestleMania 33 a participat în André The Giant Memorial Battle Royal, dar nu a reușit să câștige. Noaptea următoare la Raw, la provocat pe Campionul Universal Brock Lesnar la o viitoare luptă pentru titlu. Pe 10 aprilie la Raw în timp ce Michael Cole îi făcea un interviu lui Reigns în backstage, l-a atacat foarte tare terminând atacul răsturnând o ambulanță cu Reigns înauntru. Pe 17 aprilie la Raw, în timpul meciului său cu Big Show, ambii au rupt ringul după ce Strowman ia aplicat lui Show un superplex de pe a treia coardă

### 2018
La Royal Rumble-ul din 2018 a participat in meciul pentru Centura Universala în potriva lui Kane si a campionului Brock Lesnar, Brock castigând si rămânând campion.
La WrestleMania 34, Strowman a câștigat centurile pe echipe din Raw, acesta alegându-si partenerul din public si alegând un copil numit Nicholas. Braun si Nicholas au renunțat de bună voie la centuri, pe motivul vârstei si educației lui Nicholas, dându-i centurile Managerului General din Raw, Kurt Angle.
La evenimentul special din Arabia Saudita, ,,The Greatest Royal Rumble" (cel mai mare Royal Rumble din istorie), Braun a castigat Royal Rumbleul de 50 de oameni eliminându-l pe Big Cass și castigând trofeul si centura semnificativa pe care nu trebuie sa o apere, fiind doar simbolică.
Pe 6 mai, la Backlash 2018, Strowman și coechipierul său, Bobby Lashley, i-au învins pe Kevin Owens și Sami Zayn. În ediția de Raw din 7 mai, Strowman l-a învins pe Kevin Owens într-un meci de calificare pentru meciul Money in Bank Ladder. Pe 17 iunie, la Money in the Bank, Strowman a câștigat meciul Men's Money in the Bank Ladder match pentru a obține un contract pentru un meci pentru Campionatul Universal WWE. În episodul din 9 iulie de Raw, directorul general Kurt Angle a programat un Steel Cage match între Strowman și Kevin Owens pentru 15 iulie la Extreme Rules 2018, pe care Strowman l-a pierdut după ce i-a aplicat un Chokeslam lui Owens de pe cușcă prin masca comentatorilor, oferindu-i astfel accidental victoria atunci când picioarele lui au atins prima dată pământul, conform regulilor luptei. La SummerSlam 2018, Strowman l-a învins pe Owens, păstrându-și astfel contractul Money in the Bank. Mai târziu în acea seară, Strowman va anunța că va profita de câștigătorul evenimentului principal și îl va contesta după acea luptă. Cu toate acestea, campionul universal WWE la acea vreme Brock Lesnar l-ar ataca pe Strowman în timpul luptei sale împotriva lui Roman Reigns cu un F-5 și mai multe atacuri cu un scaun, aruncând apoi servieta la intrarea pe scenă, determinându-l pe Strowman să nu își poată încasa contractul atunci când Reigns a câștigat titlul după ce l-a acoperit pe Lesnar.
În episodul de Raw din 27 august, Strowman și-a făcut efectiv contractul Money in the Bank pentru a obține un meci pentru Campionatul Universal la Hell in a Cell, care a fost aprobat de directorul general interimar Baron Corbin. Pe 3 septembrie la Raw, Strowman a declarat în timpul unui segment cu Drew McIntyre și Dolph Ziggler că și-au format propriul grup înainte de a pretinde că totul în jurul lor să fie „curtea lor” acum, schimbându-și astfel personajul devenind heel. Apoi, The Shield a răspuns la asta atacându-i pe Strowman, Ziggler și McIntyre, doar pentru a fi separați în cele din urmă de toți luptători din Raw, la ordinele lui Corbin. La Hell in a Cell 2018, în ciuda faptului că a avut ajutorul lui Ziggler și McIntyre în fața interferențelor lui The Shield, Strowman nu a avut succes în confruntarea cu Reigns în meciul Hell in a Cell match datorită revenirii surpriză a lui Brock Lesnar, ceea ce a determinat lupta să se încheie fără rezultat. Pe 6 octombrie, la evenimentul Super Show-Down 2018, echipa lui Ziggler, McIntyre & Strowman a fost învinsă de The Shield într-un Six-man Tag Team match. În episodul de Raw din 15 octombrie, Strowman, Ziggler și McIntyre au pierdut din nou cu The Shield într-o luptă de revanșare după ce McIntyre l-a lovit accidental pe Strowman în timpul luptei. Mai târziu, Strowman furios, care îi avertizase pe coechipierii să nu piardă sau să strice lupta, l-a atacat pe Ziggler înainte de a fi atacat de McIntyre, schimbându-și înapoi personajul în face. Strowman trebuia să se confrunte cu Reigns și Lesnar într-un Triple Threat match în cadrul evenimentului WWE Crown Jewel pentru Campionatul Universal WWE, dar meciul a devenit o luptă individuală împotriva lui Lesnar pentru Campionatul Universal vacant, deoarece Reigns a trebuit să renunțe la titlu din cauza unei afecțiuni de leucemie. În acest caz, Strowman a fost învins de Lesnar după un atac înainte de luptă a lui Baron Corbin. Strowman a fost singurul supraviețuitor alături de McIntyre și Lashley al echipei Raw în meciul Traditional Survivor Series Elimination Men's match împotriva echipei SmackDown de la Survivor Series 2018. În noaptea următoare, la Raw, a fost programat un meci Tables, Ladders and Chairs match între Strowman și Baron Corbin la TLC: Tables, Ladders & Chairs, în cazul în care, dacă Strowman câștigă, se va confrunta cu Brock Lesnar într-o luptă pentru Campionatul Universal WWE la Royal Rumble. La TLC, Strowman s-a întors și l-a învins pe Corbin cu brațul în recuperare într-un sling și cu ajutorul mai multor superstaruri, așa că a câștigat o luptă împotriva lui Lesnar pentru Campionatul Universal WWE la Royal Rumble iar Corbin a fost deposedat de toată puterea autoritară.

### 2019
În ediția de Raw din 14 ianuarie 2019, președintele WWE, Vince McMahon, i-a anulat lupta pentru Campionatul Universal WWE împotriva lui Lesnar din cauza comportamentului necorespunzător și, în plus, Strowman a fost amendat cu 100.000 de dolari după ce i-a distrus limuzina lui McMahon în timp ce încerca să-l prindă pe Corbin (kayfabe). Totuși, în kick-off-ul de la Royal Rumble, s-a anunțat că Strowman va concura în meciul Royal Rumble ca înlocuitor pentru John Cena (care a fost scos din luptă cu câteva zile înainte după o accidentare), unde a fost ultimul eliminat de eventualul câștigător Seth Rollins. La Elimination Chamber 2019, Strowman a fost învins de Corbin într-un meci fără descalificări din cauza interferențelor lui McIntyre și Bobby Lashley. A doua seară, la Raw, Strowman s-a înfruntat din nou cu Corbin, pe care l-a învins într-un meci cu mese.
În episodul de Raw din 18 martie, Strowman a fost primul bărbat care și-a anunțat participarea în meciul Battle Royal în memoria lui Andre the Giant de la WrestleMania 35. Strowman a câștigat meciul, după ce în final l-a eliminat pe Colin Jost. Strowman a înregistrat un alt record, cu cele mai multe eliminări în acel meci. În episodul de Raw din 29 aprilie, Strowman a fost anunțat de către Alexa Bliss ca unul dintre cei patru oameni de la Raw care urma să participe la meciul Money in Bank Ladder de la Money in the Bank. În aceeași noapte, Strowman s-a alăturat lui Ricochet pentru a-i învinge pe Corbin & McIntyre într-o luptă pe echipe. Săptămâna următoare la Raw, Strowman l-a atacat pe Sami Zayn, l-a urmărit în zona din culise, l-a aruncat într-o basculantă care a fost apoi golită în camion când era timpul să golească containerul. Din cauza asta Strowman s-a confruntat cu Zayn săptămâna următoare într-un meci Falls Count Anywhere cu calificarea sa în meciul Money in Bank Ladder în joc, dar a fost învins din cauza interferențelor din partea lui Corbin și McIntyre, astfel încât în cele din urmă a fost scos din luptă. La Super Show-Down 2019, Strowman l-a învins pe Lashley. În ediția de Raw 1 din iulie, Strowman s-a confruntat cu Lashley într-un meci Falls Count Anywhere, unde meciul s-a încheiat fără rezultat, după ce Strowman l-a aruncat pe Lashley pe tablourile LED de pe scenă, unde Strowman a avut de suferit o ruptură de splină (kayfabe). Din această cauză, a fost programat un meci Last Man Standing între cei doi pentru Extreme Rules 2019, în care Strowman a obținut victoria.

## În wrestling
- Manevre de final

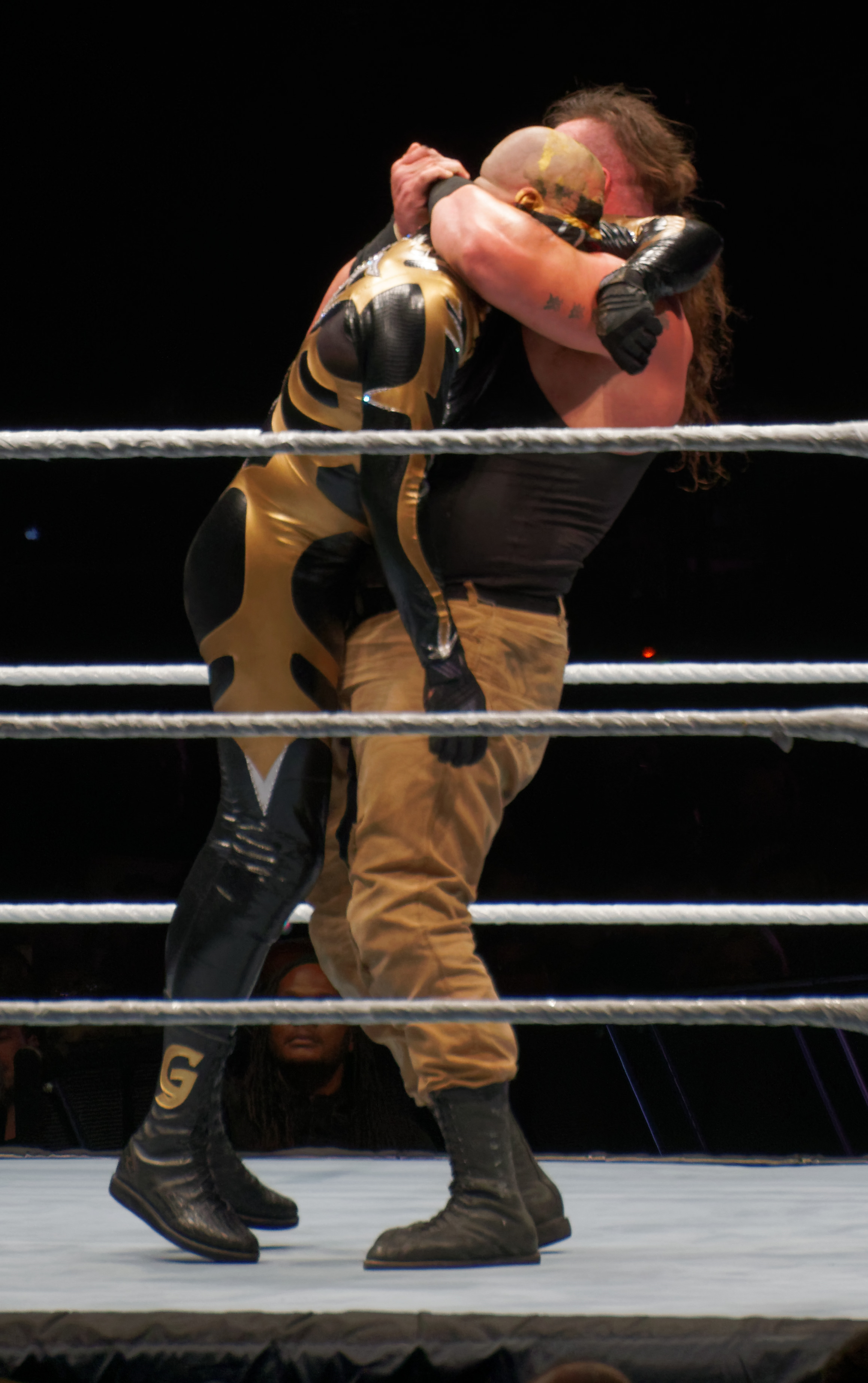
Strowman aplicând un lifting arm triangle choke lui Goldust

  - Lifting arm triangle choke[7][8] – 2015-2016
  - Running powerslam[9] – 2017–prezent

## Titluri în WWE
- Pro Wrestling Illustrated
  - Clasat pe locul 34 în topul 500 wrestleri PWI 500 în 2017[10]
- Wrestling Observer Newsletter
  - Cel mai îmbunătățit (2017)[11]
- WWE
  - WWE Universal Championship (1 dată;4 aprilie 2020-23 august 2020)[12]
  - WWE Intercontinental Championship (1 dată)[13]
  - WWE Greatest Royal Rumble Championship (2018)[14]
  - WWE Raw Tag Team Championship (1 dată) – cu Nicholas[15][16]
  - Money in the Bank (2018)